# Pekka Päivärinta
För den flerfaldige sidovagnsvärldsmästaren, se Pekka Päivärinta (mc-förare).
Pekka Päivärinta, född 4 maj 1949 i Aura, Egentliga Finland, är en finländsk före detta medeldistans- och långdistanslöpare. 
Päivärinta blev den förste världsmästaren i terränglöpning 1973 och deltog i Sommar-OS 1972 på 1 500 meter, 3000 meter hinder och i Sommar-OS 1976 på 5 000 meter och 10 000 meter. Han blev finländsk mästare på 10 000 meter 1973, 1974 och 1976; på 5000 meter 1975 och 1977; på 1500 meter 1975, 3000 meter hinder 1971 samt terränglöpning 12 km 1973-1977. Päivärintas personrekord är: 1500 m – 3:37.2 (1973); 5000 m – 13:28.51 (1973); 10000 m – 27:54.43 (1973); 3000 m hinder – 8:25.4 (1972). Han slog dessutom världsrekord på den ovanliga sträckan 25 000 meter 1975 med tiden 1:14:16.8.